# بلدرچین بوته‌ای رنگین
 بلدرچین بوته‌ای رنگین (نام علمی: Turnix varius) نام یک گونه از تیره بلدرچین بوته‌ای است.